# Clodia biflavoguttata
Clodia biflavoguttata là một loài bọ cánh cứng trong họ Cerambycidae.